# Talalora
Talalora, oficialmente el Municipio de Talalora (En lengua Waray: Bungto han Talalora; En lengua Tagalo: Bayan ng Talalora), es un municipio en la provincia de Samar, Filipinas.
Talalora fue creada a partir de los barangays de Mallorga, Tulac, Talalora, Tatabonan, Navatas y Navatas Guti del municipio de Villareal, en virtud de la Ley de la República No. 192, el 22 de junio de 1947.

## Geografía

### Barrios
Talalora está políticamente subdividido en 11 barangays. Cada barangay se compone de puroks y algunos cuentan con sitios.
- Brgy. Independencia.
- Malaguining.
- Mallorga.
- Navatas Daku.
- Navatas Guti.
- Placer.
- Población Barangay I.
- Población Barangay II.
- San Juan.
- Tatabunan.
- Victory.

## Clima
| Parámetros climáticos promedio de Talalora, Samar | Parámetros climáticos promedio de Talalora, Samar | Parámetros climáticos promedio de Talalora, Samar | Parámetros climáticos promedio de Talalora, Samar | Parámetros climáticos promedio de Talalora, Samar | Parámetros climáticos promedio de Talalora, Samar | Parámetros climáticos promedio de Talalora, Samar | Parámetros climáticos promedio de Talalora, Samar | Parámetros climáticos promedio de Talalora, Samar | Parámetros climáticos promedio de Talalora, Samar | Parámetros climáticos promedio de Talalora, Samar | Parámetros climáticos promedio de Talalora, Samar | Parámetros climáticos promedio de Talalora, Samar | Parámetros climáticos promedio de Talalora, Samar |
| Mes                                               | Ene.                                              | Feb.                                              | Mar.                                              | Abr.                                              | May.                                              | Jun.                                              | Jul.                                              | Ago.                                              | Sep.                                              | Oct.                                              | Nov.                                              | Dic.                                              | Anual                                             |
| ------------------------------------------------- | ------------------------------------------------- | ------------------------------------------------- | ------------------------------------------------- | ------------------------------------------------- | ------------------------------------------------- | ------------------------------------------------- | ------------------------------------------------- | ------------------------------------------------- | ------------------------------------------------- | ------------------------------------------------- | ------------------------------------------------- | ------------------------------------------------- | ------------------------------------------------- |
| Temp. máx. media (°C)                             | 28                                                | 29                                                | 29                                                | 31                                                | 31                                                | 30                                                | 30                                                | 30                                                | 30                                                | 29                                                | 29                                                | 29                                                | 29.6                                              |
| Temp. mín. media (°C)                             | 22                                                | 22                                                | 22                                                | 23                                                | 24                                                | 25                                                | 25                                                | 25                                                | 25                                                | 24                                                | 24                                                | 23                                                | 23.7                                              |
| Precipitación total (mm)                          | 73                                                | 56                                                | 75                                                | 71                                                | 114                                               | 174                                               | 172                                               | 163                                               | 167                                               | 161                                               | 158                                               | 125                                               | 1509                                              |
| Días de lluvias (≥ 1 mm)                          | 15.2                                              | 12.5                                              | 16.2                                              | 17.3                                              | 23.9                                              | 27.3                                              | 28.4                                              | 26.9                                              | 26.9                                              | 27.1                                              | 23.8                                              | 19.3                                              | 264.8                                             |
| Fuente: Meteoblue                                 |                                                   |                                                   |                                                   |                                                   |                                                   |                                                   |                                                   |                                                   |                                                   |                                                   |                                                   |                                                   |                                                   |